# Narodni dom u Zagrebu
Narodni dom u Zagrebu palača je na zagrebačkom Gornjem gradu, u Opatičkoj ulici broj 18. Palača se danas nalazi u vlasništvu Hrvatske akademije znanosti i umjetnosti.
Na mjestu današnje palače nalazio se nekoć samostan klarisa. Nakon ukinuća reda 1782. prostor je zapušten. 1835. godine zemlju je otkupio grof Karlo Drašković kako bi na njoj izgradio palaču, obiteljsku kuću obitelji Drašković. Zgrada je sagrađena krajem 1838. godine, a smatra se da je djelo zagrebačkog graditelja Bartola Felbingera. U prilog tome govori činjenica da je Felbinger bio tužen kad se 1843. godine srušila altana na istočnom pročelju zgrade. Pitanje je samo da li ju je zagrebački graditelj podigao prema vlastitu projektu, jer su nacrti zgrade (3 komada), koji se čuvaju u Hrvatskom povijesnom muzeju, nepotpisani i bez datuma. 
Već u doba izgradnje bila je jedna od najljepših gornjogradskih palača, izgrađena u neoklasicističkome slogu, dotjeranih pročelja i dojmljivog klasicističkog interijera. Obitelj Drašković nije se nikad potpuno skrasila u novoizgrađenom domu, pa ga ubrzo pod povoljnim uvjetima prodaje prvacima hrvatskoga narodnoga preporoda. Naime, 1845. godine saznali su Ilirci da grof Karlo Drašković Trakošćanski prodaje svoju palaču u Zagrebu za 28 hiljada forinti srebra, s preko 30 soba, i to na akcije, svaku po 25 forinti srebra. Tu su namjeravali smjestiti i Narodni muzeum i s njima Čitaonica, Kazino i Gospodarsko društvo horvatsko-slavonsko. Samo godinu dana kasnije, 27. veljače 1846.  godine, sklopljen je kupoprodajni ugovor kojim su Ilirci došli do zgrade i dali joj ime Narodni dom ili Dvorana, prema najvećoj prostoriji u kojoj su se održavali društveni sastanci, svečani plesovi i razne skupštine. Taj se ugovor danas čuva u Nacionalnoj i sveučilišnoj knjižnici. Time se palača iz obiteljskoga pretvorila u Narodni dom. 
Njezinim središnjim prostorom postaje novoizgrađena raskošna dvorana poznata pod nazivima Kazino, Narodna dvorana, Dvorana zagrebačka i Ilirska dvorana, a u najnovije vrijeme i Preporodna dvorana. Od 1846. u središnjem dijelu prizemlja smješten je Narodni muzej, dok su u krilima palače bili Gospodarsko društvo, Čitaonica i Kazino. Interijer je za nove potrebe adaptirao zagrebački arhitekt Aleksandar Brdarić. Ovo je mjesto ubrzo postalo središtem svih važnijih kulturnih, prosvjetnih i ostalih društvenih događanja, dok su se u Dvorani održavali politički skupovi i svečani plesovi. Osim što se u njoj organiziraju društveni sastanci i svečani plesovi, dvorana je postala izuzetno značajnim mjestom za život grada. U kronikama se tako navodi da je čak bila motiv na igraćim kartama (igrače karte 1847. izrađivao je zagrebački majstor Josip Back, a dobile su ime po glavnoj prostoriji). U njoj su 25. ožujka 1848. iznesena "Zahtijevanja naroda" kojima se između ostaloga traži nacionalna nezavisnost i ujedinjenje svih hrvatskih zemalja. Prema Preporodnoj dvorani čitava je zgrada dobila ime Dvorana.
Godine 1868. Narodni dom postaje sjedištem tadašnje Jugoslavenske akademije znanosti i umjetnosti. Nakon što je godine 1880. Akademija preselila u novu zgradu na Zrinskome trgu, u Narodni dom koji je još 1878. otkupila država, smješten je Stol sedmorice. Visokomu sudstvu zgrada je bila na raspolaganju do svršetka Drugoga svjetskoga rata, kada ju je ponovno preuzela Akademija. Tijekom godina izgubio se prvobitni sjaj palače, posebice dvorane, koja je pregrađena za potrebe uredskih prostorija. U prvobitno stanje vraćena je godine 1994., kada je okončana njena posljednja obnova. U palači se nalazi Zavod za povijest hrvatske književnosti, kazališta i glazbe HAZU.